# وجه نقد (فیلم ۱۹۳۳)
وجه نقد (انگلیسی: Cash) فیلمی به کارگردانی زولتان کوردا است که در سال ۱۹۳۳ منتشر شد. از بازیگران آن می‌توان به ادموند گون، وندی باری و رابرت دونات اشاره کرد.